# Cúp bóng đá châu Á 1968
Cúp bóng đá châu Á 1968 là Cúp bóng đá châu Á lần thứ tư. Số đội tham dự giải là năm đội. Vòng chung kết giải được tổ chức tại Iran từ 10 đến 19 tháng 5 năm 1968, gồm 5 đội đá vòng tròn một lượt chọn ra đội vô địch. Chủ nhà Iran lần đầu tiên đoạt chức vô địch châu Á sau khi toàn thắng cả bốn trận.

## Vòng loại
Có tất cả 18 đội tuyển tham gia vòng loại, chia làm 4 bảng, chọn các đội đầu bảng vào đá vòng chung kết với chủ nhà Iran. Đương kim vô địch Israel ban đầu được xếp ở bảng 1 khu vực phía Tây, nhưng do 2 đội còn lại là Afghanistan và Kuwait rút lui nên họ tự động giành quyền tham dự mà không cần phải thi đấu.

## Vòng chung kết
Vòng chung kết được tổ chức từ 10 đến 19 tháng 5, thi đấu trên một sân duy nhất là Amjadieh ở thủ đô Tehran.

### Các đội tham dự
- Iran (chủ nhà)
- Israel (nhất bảng 1 khu vực phía Tây)
- Miến Điện (nhất bảng 2 khu vực phía Tây)
- Hồng Kông (nhất khu vực trung tâm)
- Trung Hoa Dân Quốc (nhất khu vực phía Đông)

### Sân vận động
| Tehran           |
| ---------------- |
| Amjadieh         |
| Sức chứa: 30.000 |
|                  |

### Kết quả
| Đội                | Trận | Thắng | Hoà | Thua | BT | BB | HS | Điểm |
| ------------------ | ---- | ----- | --- | ---- | -- | -- | -- | ---- |
| Iran               | 4    | 4     | 0   | 0    | 11 | 2  | +9 | 8    |
| Miến Điện          | 4    | 2     | 1   | 1    | 5  | 4  | +1 | 5    |
| Israel             | 4    | 2     | 0   | 2    | 11 | 5  | +6 | 4    |
| Trung Hoa Dân Quốc | 4    | 0     | 2   | 2    | 3  | 10 | −7 | 2    |
| Hồng Kông          | 4    | 0     | 1   | 3    | 2  | 11 | −9 | 1    |

| Iran                      | 2–0 | Hồng Kông |
| ------------------------- | --- | --------- |
| Behzadi 70' · Jabbari 88' |     |           |

| Trung Hoa Dân Quốc | 1–1 | Miến Điện          |
| ------------------ | --- | ------------------ |
| Lim Lu-shoor 63'   |     | Maung Hla Htay 13' |

| Hồng Kông          | 1–6 | Israel                                                |
| ------------------ | --- | ----------------------------------------------------- |
| Yuan Kuan Yick 76' |     | Spiegler 9', 53' · Spiegel 52', 65' · Romano 61', 71' |

| Iran                                                   | 4–0 | Trung Hoa Dân Quốc |
| ------------------------------------------------------ | --- | ------------------ |
| Behzadi 31' · Kalani 34' · Eftekhari 51' · Farzami 56' |     |                    |

| Miến Điện       | 1–0 | Israel |
| --------------- | --- | ------ |
| Suk Bahadur 42' |     |        |

| Hồng Kông | 1–1 | Trung Hoa Dân Quốc |
| --------- | --- | ------------------ |
|           |     |                    |

| Miến Điện    | 1–3 | Iran                                    |
| ------------ | --- | --------------------------------------- |
| Aung Khi 50' |     | Kalani 2' · Eftekhari 60' · Behzadi 71' |

| Israel                                       | 4–1 | Trung Hoa Dân Quốc |
| -------------------------------------------- | --- | ------------------ |
| Romano 2', 60' · Rosenthal 70' · Spiegel 76' |     | Li Huan-wen 45+1'  |

| Miến Điện | 2–0 | Hồng Kông |
| --------- | --- | --------- |
|           |     |           |

| Iran                           | 2–1 | Israel      |
| ------------------------------ | --- | ----------- |
| Behzadi 75' · Ghelichkhani 86' |     | Spiegel 56' |

## Vua phá lưới
4 bàn
- Homayoun Behzadi
- Giora Spiegel
- Moshe Romano

2 bàn
- Akbar Eftekhari
- Hossein Kalani
- Mordechai Spiegler

1 bàn
- Aung Khi
- Maung Hla Htay
- Suk Bahadur
- Hla Htay
- Ali Jabbari
- Gholam Hossein Farzami
- Parviz Ghelichkhani
- Shmuel Rosenthal
- Li Kwok Keung
- Yuan Kuan Yick
- Lim Lu-shoor
- Li Huan-wen
- Lo Kwok Tai
- Wong Chi-keung